# Metrogaleruca
Metrogaleruca là một chi bọ cánh cứng trong họ Chrysomelidae.
Chi này được miêu tả khoa học năm 1969 bởi Bechyne & Bechyne.

## Các loài
Các loài trong chi này gồm:
- Metrogaleruca antonia (Bechyne & Bechyne, 1965)
- Metrogaleruca lateralis (Jacoby, 1887)
- Metrogaleruca longula (Bechyne, 1954)
- Metrogaleruca obscura (Degeer, 1775)
- Metrogaleruca plaumanni (Bechyne, 1954)